# Ojrany Drugie
Ojrany Drugie (lit. Airėnai II) − wieś na Litwie, w rejonie wileńskim, 3 km na północny zachód od Duksztów, zamieszkana przez 110 ludzi. 
W II Rzeczypospolitej kolonia Ojrany należała do powiatu wileńsko-trockiego w województwie wileńskim.